# Georg Sooden
Georg Sooden (ur. 2 grudnia 1904 w Helsinkach, zm. 28 lub 30 lipca 1944 na wzgórzach w rejonie Lastekodumägi w Estonii) – estoński wojskowy (porucznik), dowódca 659 Ostbatalionu, a następnie 1 batalionu 47 Pułku Grenadierów SS w 20 Dywizji Grenadierów SS podczas II wojny światowej.
Jego ojciec był Estończykiem, służącym w carskiej policji w Helsinkach, zaś matka miała pochodzenie fińsko-szwedzkie. W 1907 r. zamieszkali oni w Estonii w miejscowości Jõhvi. Georg Sooden w 1924 r. ukończył miejscową szkołę średnią, po czym wybrał karierę wojskową. W 1927 r. zakończył szkolenie w szkole wojskowej, dostając stopień podporucznika. Służył w Jõhvi Malevkond, a od 1934 r. w dowództwie Viru Malev w ramach formacji terytorialnej Kaitseliit. Doszedł do stopnia porucznika. Po aneksji Estonii przez ZSRR w 1940 r., został przeniesiony do XXII Korpusu Terytorialnego Armii Czerwonej. Kiedy Niemcy zaatakowały ZSRR, zdezerterował 28 lipca 1941 r. Podjął kolaborację z okupantami. Latem wstąpił do ochotniczych oddziałów Ostbatalionów. We wrześniu trafił na front wschodni. W maju 1943 r. został dowódcą 659 Ostbatalionu złożonego z Estończyków. Miał wówczas stopień Waffen-Hauptsturmführera der SS. Jego batalion walczył w rejonie Wołchowa, Ilmienia i Nowogrodu. Na pocz. marca 1944 r. został przeniesiony w okolice Narwy. Latem tego roku wszedł w skład 20 Dywizji Grenadierów SS jako 1 batalion 47 Pułku Grenadierów SS. Georg Sooden awansował na Waffen-Sturmbannführera der SS. Zginął 28 lub 30 lipca na wzgórzach tzw. Linii Tannenberg. Został pochowany w rodzinnym Jõhvi.
Był odznaczony m.in. Żelaznym Krzyżem 1 i 2 klasy.